# John Arthur Todd
John Arthur Todd (* 23. August 1908 in Liverpool; † 22. Dezember 1994 in Croydon) war ein britischer Mathematiker, der sich vor allem mit Gruppentheorie, Topologie und algebraischer Geometrie beschäftigte.
Todd ging in Liverpool zur Schule und studierte ab 1925 am Trinity College an der University of Cambridge. 1928 graduierte er und studierte dann weiter unter Henry Frederick Baker, wobei er sich in Geometrie spezialisierte. 1930 gewann er den Smith-Preis, erlangte aber keine Research Fellowship des Trinity College (stattdessen erhielt sie bei einer Gelegenheit sein Kommilitone H.S.M. Coxeter). 1931 ging er nach Manchester als Assistent von Louis Mordell. Seine Promotion bei Baker erfolgte 1932. 1933/34 war er in Princeton als Rockefeller-Stipendiat bei Solomon Lefschetz. 1937 wurde er Dozent in Cambridge, wo er mit William Hodge, dem Nachfolger Bakers, zusammenarbeitete, um modernere Entwicklungen der algebraischen Geometrie in England zu etablieren. 1948 wurde er Fellow der Royal Society. Als er trotz seiner Verdienste mehrfach nicht zum Fellow von Trinity gewählt wurde, ging er 1958 ans Downing College, wo er 1960 Reader wurde und 1973 in den Ruhestand ging.
Todd ist heute noch bekannt für die Einführung des Todd-Genus und der Todd-Polynome in der Topologie, die aus seinen invariantentheoretischen Arbeiten hervorgingen. Sie spielen beispielsweise beim Atiyah-Singer-Indextheorem eine Rolle. In der Gruppentheorie entwickelte er 1936 mit Coxeter ein Rechenverfahren zur Aufzählung der Nebenklassen (Cosets) einer Untergruppe von endlichem Index.
Einer seiner Doktoranden ist Roger Penrose (1958).
Er sollte nicht mit dem numerischen Mathematiker John Todd (1911–2007) verwechselt werden.